# Murvaux
Murvaux település Franciaországban, Meuse megyében. Lakosainak száma 138 fő (2022. január 1.). Murvaux Brandeville, Fontaines-Saint-Clair, Lion-devant-Dun, Louppy-sur-Loison, Milly-sur-Bradon és Mouzay községekkel határos.

## Népesség
A település népességének változása:
| Lakosok száma | 245  | 173  | 161  | 151  | 149  | 144  | 141  | 142  | 141  | 138  |
|               | 1968 | 1982 | 1990 | 2006 | 2013 | 2015 | 2017 | 2019 | 2020 | 2022 |